# パキスタン英語
パキスタン英語（Pakistani English）またはパキッシュまたはピンリッシュは、パキスタンで使われる英語の方言のこと。1970年代から1980年代に方言として認識され始めた。パキスタン英語はイギリス英語に類似しているが、語彙、構文、アクセント、一部の単語のスペル、およびその他の機能に関して、他の英語の方言とはわずかに異なる。なお、2021年現在、パキスタンの英語能力は世界的に見て低めだが、日本よりは高い。

## 歴史
南アジアにおけるイギリスの支配は約200年間にわたり続いていたものの、現在パキスタンとなっている地域は、英国に引き継がれた最後の地域の一部であった。パンジャブ州 (カイバル・パクトゥンクワ州を含む) は、数年前の1849 年にシンド州として占領された。一方、バローチスターン州はイギリスに完全に占領されることはなく、英語が地元の文化の一部になる時間は少なかった。しかし、1947 年にパキスタンが独立したとき、英語 (ウルドゥー語と共に) がパキスタンの公用語となり、1973 年に法律にも書かれた。

## インド英語との関係
パキスタン英語にはインド英語と多くの類似点があるが、独立以来、かなり明白な違いがいくつかある。これらには、インドで使用されていない単語や表現、およびアクセントがある。 外国企業は、アクセントの帰化はインドよりもパキスタンの方が簡単だと考えているが 、インド英語と同様に、パキスタン英語には、現在のイギリス英語にてあまり使われなくなった表現が現在でも使われている場合がある。 

## パキスタンでの使用
英語はパキスタンの公用語の1つとされており、すべての政府文書、軍事通信、道路標識、多くの店の看板、ビジネス契約、およびその他の活動は英語になっており、裁判所でも英語が話されている。 英語はすべての学年のパキスタンの学生に教えられており、多くの場合、他の科目でも授業は英語で行われている。カレッジおよび大学になると、すべての指導が英語で行われるようになる。 パキスタンには、大規模な英語の報道機関と、(最近においては)メディアもある。パキスタンの主要な日刊紙はすべて英語で発行されているか、英語版でも書かれている。 Dawn Newsは、パキスタンで主要な英語のニュース番組である。

## パキスタン英文学
パキスタンの英語は定評や人気があり、拡大している言語であるため、パキスタンの人々も英語で読み書きをしている。パキスタンの英語文学は、ますます世界的にその名を馳せるようになった。パキスタンの作家一覧では、より知名度が高い文学者の一部がリストされている。